# Warley Woods
Warley Woods är en ort i distriktet Sandwell, i grevskapet West Midlands, i England. Warley Woods var en civil parish från 1928 till 1966 då den blev en del av Warley. Denna civil parish hade 16 480 invånare år 1951.